# Los Angeles Football Club
Los Angeles Football Club és un club de futbol nord-americà amb seu a la ciutat de Los Angeles, Califòrnia, Estats Units. Va ser fundat el 2014 i competeix a la Major League Soccer.
Té un estadi amb capacitat per 22.000 espectadors, el Banc of California Stadium, i un centre comercial adjunt amb restaurants, oficines i un museu del futbol mundial. L'estadi va ser construït en els terrenys del Coliseu de Los Angeles, el pavelló Los Angeles Memorial Sports Arena demolit per construir el nou estadi, està situat al costat del Los Angeles Memorial Coliseum i just al sud del campus principal de la Universitat del Sud de Califòrnia. L'estadi es va inaugurar el 18 d'abril de 2018.

## Història

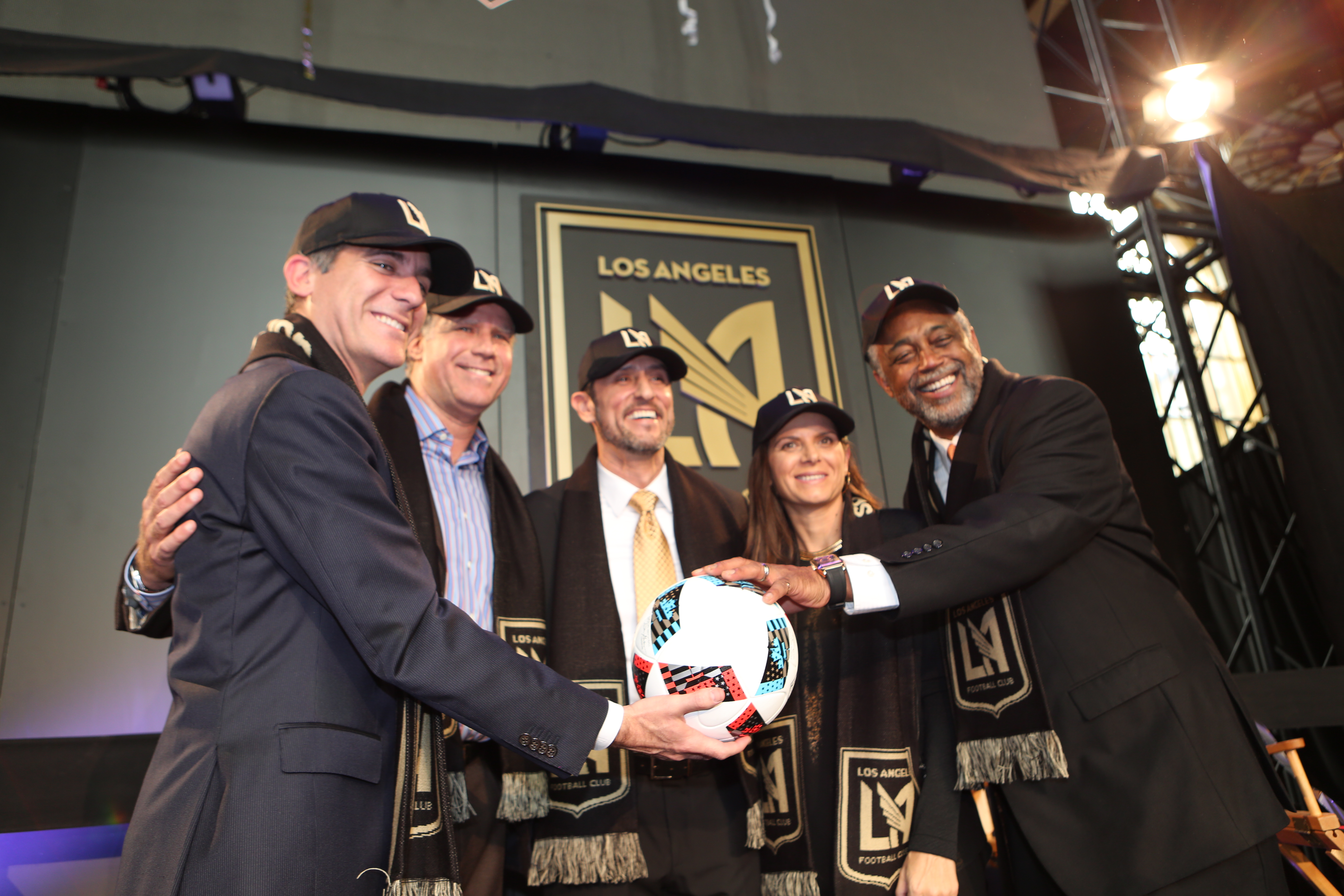
L'alcalde de Los Angeles, Eric Garcetti, juntament amb els propietaris del club presentant l'escut i els colors del LAFC.

Després de la desaparició del Chivas USA, la Major League Soccer va anunciar el 30 d'octubre de 2014 una nova franquícia que jugarà en aquesta lliga a partir de l'any 2018, la qual serà anomenada Los Angeles Football Club. El projecte va ser encapçalat per l'empresari vietnamita-americà Henry Nguyen i els nord-americans Peter Guber i Tom Penn. D'igual forma, el comissionat de l'MLS, Don Garber, va anunciar la incorporació d'altres dos clubs per a aquest mateix any.
El 4 de març de 2018, el LAFC va jugar el seu primer partit a la Major League Soccer, una victòria per 1-0 contra el Seattle Sounders FC al CenturyLink Field de Seattle. El jugador del LAFC Diego Rossi va marcar en el minut 11, assistit per Carlos Vela.
El 31 de març de 2018, el LAFC va patir la seva primera derrota a l'MLS, en perdre per 4-3 contra el LA Galaxy en el debut a l'MLS del jugador rival Zlatan Ibrahimović.

## Patrocinador
El 31 de gener de 2018, el LAFC va anunciar que YouTube TV, el servei de subscripció de streaming de YouTube als Estats Units, serà el patrocinador de la samarreta de l'equip, a més d'emetre els partits locals en anglès.

## Palmarès
- Copa MLS (1): 2022
- US Open Cup (1): 2024
- MLS Supporters' Shield (2): 2019, 2022